# VisualBoyAdvance
VisualBoyAdvance (thường được viết tắt là VBA) là trình giả lập miễn phí của các máy chơi game cầm tay Game Boy, Game Boy Color và Game Boy Advance  cũng như của Super Game Boy và Super Game Boy 2.
Bên cạnh phiên bản DirectX dành cho nền tảng Windows, còn có một phiên bản dựa trên nền tảng độc lập thư viện đồ họa SDL miễn phí. Điều này có sẵn cho một loạt các hệ điều hành bao gồm Linux, BSD, Mac OS X, và BeOS. VisualBoyAdvance cũng đã được chuyển sang AmigaOS 4, AROS, GameCube, Wii, webOS và Zune HD.

## Lịch sử
Dự án VisualBoyAdvance được bắt đầu bởi một nhà phát triển mang bí danh trực tuyến "Forgotten". Khi người này rời khỏi công việc phát triển trình giả lập, dự án đã được chuyển giao cho một nhóm có tên là "Nhóm VBA", do anh trai của Forgotten lãnh đạo. Quá trình phát triển trên VisualBoyAdvance ban đầu đã dừng vào năm 2004 với phiên bản 1.8.0 beta 3 và một số phiên bản phân nhánh đã được thực hiện bởi nhiều nhà phát triển trong những năm kể từ đó, chẳng hạn như VisualBoyAdvance-M.
VBA là một thành phần quan trọng của Twitch Plays Pokémon, một thử nghiệm xã hội trong đó hàng nghìn nút đầu vào thu thập từ lượng người xem của trang web phát trực tuyến Twitch được đưa vào phiên bản  Pokémon Red mô phỏng của. Người xem nhập lệnh vào chức năng trò chuyện, sau đó được đưa vào trình giả lập VBA thông qua IRC bot. Họ đã thành công sau 16 ngày chơi liên tục, với lượng người xem đồng thời cao nhất là 121.000 và hơn 1,1 triệu người tham gia.

## VisualBoyAdvance-M
VisualBoyAdvance-M, hoặc đơn giản là VBA-M, là một fork được cải tiến từ dự án VisualBoyAdvance không hoạt động, thêm một số tính năng cũng như duy trì cơ sở mã cập nhật. Sau khi VisualBoyAdvance ngừng hoạt động vào năm 2004, một số nhánh bắt đầu xuất hiện, chẳng hạn như VBALink, cho phép người dùng mô phỏng liên kết của hai thiết bị Game Boy. Cuối cùng, VBA-M đã được tạo, hợp nhất một số nhánh thành một cơ sở mã. Do đó, M trong VBA-M là viết tắt của Merge. VBA-M là tương thích ngược với Game Boy và Game Boy Color.
Lõi mô phỏng GBA của VBA-M đã được chuyển vào RetroArch/Libretro, không có lõi GB, GBC và SGB. cũng như một phiên bản sửa đổi được gọi là VBA-Next.
VBA-GX là cổng của VBA-M sang Nintendo Wii. Nó kích hoạt điều khiển chuyển động cho các trò chơi Game Boy Advance giả lập.

## Tiếp nhận
VisualBoyAdvance trở thành trình giả lập GBA phổ biến nhất cho nền tảng Unix và trình giả lập đã đóng góp "rất nhiều" vào những năm cuối của quá trình phát triển trò chơi GBA bằng cách cung cấp một bộ công cụ phát triển và gỡ lỗi trực quan cho các nhà phát triển muốn tạo ra các trò chơi vượt qua cả trò chơi của chính Nintendo. Một bản port từ mã nguồn của VBA đã được sử dụng làm nền tảng của Visual Boy Zune, một trình giả lập của Zune HD.
Wesley Akkerman từ tạp chí máy tính Hà Lan Computer!Totaal đã vinh danh VisualBoyAdvance là một trong những trình giả lập Game Boy tốt nhất cùng với mGBA, nhờ vào nhiều tính năng và tùy chọn tùy chỉnh của nó. Trong một bài đánh giá trên blog công nghệ Techilife, VisualBoyAdvance đã được mệnh danh là trình giả lập Gameboy Advance lâu đời nhất, đáng tin cậy nhất và nhận nhiều lời khen ngợi vì tính dễ sử dụng của nó.